# I. Muvatallisz hettita király
I. Muvatallisz II. Huccijasz alatt a testőrség parancsnoka volt. E pozíciója a hettita hagyomány figyelembe vételével valószínűsíti, hogy Huccijasz fia volt, de esetleg lehetett a testvére is. Muvattalisz meggyilkolta Huccijaszt és elfoglalta a trónt is, majd testőrparancsnokká a saját fiát (vagy testvérét), Muvaszt nevezte ki, aki a GAL.MEŠEDI címet viselte. Egy másik feltehető gyermeke Muvavalvisz, Szeha alkirálya, majd királya.
Uralkodása alatt történt az egyiptomi II. Amenhotep első (és egyetlen) szíriai hadjárata.
Nem tudni, Muvatallisz mennyi ideig uralkodott, és hogyan szállt a trón utódjára. Halálát egy palotai puccs okozta, amelyet Himuilisz, a palota alkalmazottainak vezetője robbantott ki, valamint részt vett benne az Arany Harciszekeresek parancsnoka, Kantuccilisz is. Otten 1982-ben felvetette, hogy utódja, Tudhalijasz Muvatallisz ifjabb fia lehetett. Más elképzelések szerint Kantuccilisz volt I. Tudhalijasz apja. Ez esetben Kantuccilisz Muvatallisz testvére lehetett, mivel Tudhalijaszról azt állítják a hettita források, hogy nagyapja király volt.
Olyan álláspont is létezik, amely szerint Muvatallisznak egyáltalán nincs köze a hettita uralkodóházhoz, ebben az esetben I. Tudhalijasszal a korábbi jogos örökösödési ágra szállt vissza a hatalom. Ez esetben azonban nehezen magyarázható, hogy Kantuccilisz (a meggyilkolt Hantilisz fia) hogyan tölthetett be olyan magas udvari rangot.

## Neve
I. Muvatallisz az első olyan hettita uralkodó, akinek neve a luvi nyelvből származtatható. Mindjárt „beszélő név”: a luvi mu-u-wa2 tő főnévként „erő, hatalom” jelentésű, igeként is használható „legyőz” értelemben. A mu-u-wa2-ta ennek gyakorító képzős változata, nagyjából a „hatalmas hatalom” vagy „erős erő” kifejezésekkel lenne fordítható. A szó végi tag egyszerű személynévképző.
A név egy lehetséges luvi írása:
mu-u-wa2-ta-li